# 조용석 (신학자)
조용석(曺庸碩, Cho Yongseuck, 1973년 4월 10일 ~ )은 대한민국의 신학자이다. 역사신학자로서 안양대학교에서 HK 연구교수로 있다. 종교개혁가 츠빙글리 연구의 권위자로 평가받는다.

## 학력
- 연세대학교
- 연세대학교 신학대학원
- 장로회신학대학교 신학대학원
- 독일 보쿰대학교 Ruhr University Bochum 신학박사

## 저서

### 단독저서
- 2017 『16세기 유럽 프로테스탄트 종교개혁』, 서울: 도서출판 동연 (한국기독교학회 제12회 소망학술상 수상 저서)
- 2014 『츠빙글리, 개혁을 위해 말씀의 검을 들다』, 서울: 익투스.
- 2008 『20세기 유럽개혁신학의 유산』, 서울: 한들출판사

### 공동저서
- 2020 “쯔빙글리와 흑사병”, 『전염병과 마주한 기독교』, 서울: 다함.
- 2019 “참된 종교와 거짓 종교에 대한 주해”, 『한 권으로 읽는 츠빙글리의 신학』, 서울: 세움북스.
- 2013 “마틴 루터의 그리스도인의 자유”, 『고전을 길벗으로, 고전동행』, 서울: 도서출판 뜸.

### 단독역서
- 2010 폴커 레징 지음, 『독일 최초 여성총리 그리스도인 앙겔라 메르켈』, 서울: 한들출판사.
- 2009 폴커 레징 지음, 『독일 최초 여성총리 그리스도인 앙겔라 메르켈』, 서울: 한들출판사.

### 공동역서
- 2017 미하엘 벨커, 미하엘 바인트커, 알버트 드 랑에 엮음, 『종교개혁, 유럽의 역사를 바꾸다』, 서울: 대한기독교서회.
- 2011 빌헬름 니이젤 지음 / 이형기, 조용석 옮김, 『칼빈신학강의』, 서울: 한들출판사.
- 2011 어거스틴 지음, 『고백록과 신앙편람』, 서울: 두란노 아카데미.
- 2010 손달익, 조용석 옮김, 『1647년 웨스트민스트 신앙고백』 , 라틴어-한글 대역, 서울: 한들출판사.
- 2010 요한네스 칼빈 지음 / 박위근, 조용석 옮김, 『제네바 교리문답』, 라틴어-한글 대역, 서울: 한들출판사.
- 2010 미하엘 바인리히 지음 / 조성기, 조용석 옮김, 『종교개혁과 현대 오이쿠메네』, 서울: 한들출판사

## 논문
- <박사논문>Die ökumenische Vision von Huldrych Zwingli. Ekklesiologie im Spannungsfeld zwischen Vorsehungs- und Erwählungslehre -Eine Studie auf Basis des Sermonis de providentia dei anamnema(1530)-

- <A&HCI>2021 Zwinglis Heiligungskonzeption, Zeitschrift für Evangelische Ethik, Heft 1/2021, De Gruyter.
- 2017 Reformatorische Anregungen zur Überwindung einer fundamentalistisch motivierten Bibelauslegung in Korea, Neue Zeitschrift für Systematische Theologie und Religionsphilosophie, Band 59 heft 2, De Gruyter.
- 2016 Unterwegs zur mündigen Pfingstbewegung: Luthers Theologie als kritische Herausforderung und konstruktive Inspiration für Koreas Pfingstbewegung, Neue Zeitschrift für Systematische Theologie und Religionsphilosophie, Band 58 Heft 1, De Gruyter
- 2014 Zwinglis spekulativer Gottesbegriff, Neue Zeitschrift für Systematische Theologie und Religionsphilosophie, Band 56 Heft 2, De Gruyter
- 2012 Huldrych Zwingli und die abrahamische Ökumene. Zur Vergegenwärtigung der ökumenischen Idee Zwinglis, Neue Zeitschrift für Systematische Theologie und Religionsphilosophie, Band 54 Heft 1, De Gruyter.

- 2019 Rezension. Hans Burger, Arnold Huijgen & Eric Peels: Sola scriptura. Biblical and Theological Perspectives on Scripture, Authority, and Hermeneutics, Theologische Literaturzeitung, 144.
- 2018 Rezension. Molnar, P.D. : Divine Freedom and the Doctrine of the Immanent Trinity, Theologische Literaturzeitung, 143. Jahrgang Heft 7-8
- 2018 Die konzeptionelle Herausbildung der kirchengeschichtlichen Paradigmen der Minjung-Theologie. Die Rezeption von Joachim von Fiore und Thomas Müntzer, Evangelische Theologie, 78.
- 2014 Ökumenische Gedanken zu den drei monotheistischen Religionen Judentum, Christentum, Islam, Zeitschrift für katholische Theologie, Band/2014/Heft 4, 442-450, Echter verlag.

- 2019 Reformierte Lebenstheologie : Eine spirituelle Theologie der presbyterianischen Kirchen Koreas, Evangelische Missiologie, 35. Jahrgang, Evangelsiches Forum für Mission, Kultur und Religion.
- 2016 Eine kontextuelle Studie zum reformatorischen Kirchenverständnis von Huldrych Zwingli, Religion-Staat-Gesellschaft, 16. Jahrgang (2015) Heft 1 und 2, Sigmund-Neumann-Institut.
- 2014 Interfaith dialogue with the Abrahamic religions: Ecumenical Reflections, Current Dialogue 56, World Council of Churches.
- 2014 Die evangelischen Kirchen und der sozialistische Staat, -Zum Verhältnis von Kirche und Staat in der Deutschen Demokratischen Republik und der Demokratischen Volksrepublik Korea, Religion-Staat-Gesellschaft, 14. Jahrgang (2013) Heft 2, Sigmund-Neumann-Institut.

### 한국연구재단 등재지 연구논문
- 2020 “아담과 그리스도: 이레네우스(Εἰρηναῖος)의 구속사적 비전”, 제26권, 개혁주의생명신학회
- 2020 “개혁주의생명신학 신학회복운동에 대한 소고”, 『생명과 말씀』, 제24집 2호, 개혁주의생명신학회.
- 2019 “30년 전쟁과 베스트팔렌 평화조약 연구”, 『신학사상』, 제184집, 한신대학교 신학사상연구소.
- 2018 “슈말칼덴(Schmalkalden) 동맹 결성과정 연구 - 신성로마제국 카를 5세(Karl V.)의 종교정책(1530-1555) 연구”, 『신학논단』, 제91집, 연세대학교 신과대학, 연합신학대학원.
- 2017 “루터와 오스만 투르크–오스만 투르크 침공에 대한 루터의 신학적 인식의 변천과정 연구”, 『장신논단』, 제49집 4호, 장로회신학대학교 기독교 사상과 문화연구원.
- 2017 “루터소송사건 (Causa Lutheri)과 프로테스탄트 종교개혁 - 카를 5세 (Karl V)의 종교정책연구 (1521-1530)”, 『장신논단』, 제49집 1호, 장로회신학대학교 기독교 사상과 문화연구원.
- 2016 “칼빈과 교회: 에큐메니칼 교회론의 정립을 위한 신학적 구상”, 『선교와 신학』 제40집, 장로회신학대학교 세계선교연구원.
- 2016 “동독 역사학계의 ‘초기시민혁명으로서의 종교개혁과 농민전쟁’ 테제 연구”, 『신학논단』, 제84집, 연세대학교 신과대학, 연합신학대학원.
- 2015 “루터와 영방교회 -저항이론으로서의 두 왕국론 연구-”, 『대학과 선교』 제29집, 한국대학선교학회.
- 2015 “루터와 예배 -말씀의 예배로의 전환과 성찬제정사의 종교개혁적 수용-”, 『신학논단』 제80집, 연세대학교 신과대학, 연합신학대학원.
- 2014 “츠빙글리의 역병가(Pestlied) 연구”, 『장신논단』, 제46집 2호, 기독교 사상과 문화연구원.
- 2013 “독일민주공화국(동독) 개신교회의 ‘Kirche im Sozialismus’ 전략 연구- 동독 사회주의 체제와의 비판적 협력관계 구축 -”, 『신학과 사회』 제27집 3호, 21세기 기독교 사회문화아카데미.
- 2013 Auf dem Weg der Ökumene: Die Geschichte der evangelischen Kirchenbewegung zur Wiedervereinigung Koreas, 『장신논단』, 제45집, 장로회신학대학교 기독교 사상과 문화연구원, 제42집.
- 2012 “칼빈의 성찬론 발전사 연구”, 『신학논단』 제68집, 연세대학교 신과대학, 연합신학대학원.
- 2013 “츠빙글리와 교회: 사회적 영역으로의 통합”, 『신학사상』, 제156집, 한국신학연구소.
- 2011 “츠빙글리와 칼빈의 실천적 삼단논법 연구: 칼빈의 실천적 삼단논법에 대한 영향사적 고찰”, 『한국교회사학회지』, 제30집, 한국교회사학회.
- 2011 Gesellschaftskonzeption bei Zwingli und Barth, 『장신논단』, 제42집, 장로회신학대학교 기독교 사상과 문화연구원.
- 2011 “츠빙글리와 하나님 중심주의”, 『신학논단』 제65집, 연세대학교 신과대학, 연합신학대학원
- 2010 “16세기 개혁교회 프로테스탄트주의 및 현대 교파간 대화에 대한 에큐메니칼적 해석”, 『신학논단』 제62집, 연세대학교 신과대학, 연합신학대학원.

### 국내 일반학술지 연구논문
- 2018 “영적 체험과 성경연구 -개혁주의생명신학의 핵심 테제 ‘신학은 학문이 아니다’에 대한 루터의 답변-”, 『백석신학저널』, 2018년 가을호.
- 2015 “최고의 선행으로서의 신앙 -루터의 선행론 연구-”, 『교회사학』, 제14권 1호, 한국기독교회사학회.
- 2014 “18세기 개혁교회 경건주의 연구 -게르하르트 테르스티겐(Gerhard Tersteegen, 1697-1769)의 신비주의적 경건주의를 중심으로-”, 『교회사학』, 제13권, 한국기독교회사학회.
- 2014 “16세기 프랑스 종교개혁운동과 왕실(귀족)여성”, 『여성신학논집』, 제10집, 이화여자대학교 여성신학연구소
- 2014 “칼빈의 교육목회”, 『칼빈연구』, 제11집, 한국칼빈학회.
- 2013 “독일민주공화국(동독) 수립 이후 루터 이미지의 변천과정 연구” 『교회사학』, 제12권, 한국기독교회사학회.
- 2012 “16세기 유럽 프로테스탄트 종교개혁. -중세제국이념의 종언과 근대적 사유의 시작을 위한 신학적 토대-”, 『인문학 연구』, 제46집, 계명대학교 인문과학연구소.
- 2012 “성찬의 상징화와 말씀의 예배로의 전환 -츠빙글리 성찬론 연구-”, 『신학과 목회』, 제38집, 영남신학대학교.
- 2012 “칼빈의 그리스도인의 자유. -16세기 유럽 종교개혁운동의 핵심테제로서의 ‘자유’ 개념 연구-”, 『칼빈연구』, 제9집, 한국칼빈학회.
- 2011 “칼빈과 경제적 정의, 그리고 오이쿠메네”, 『신학과 목회』, 제36집, 영남신학대학교.

## 같이 보기
- 대한민국의 신학자 목록